# Nolgärde och Johannesberg
Nolgärde och Johannesberg var en av SCB avgränsad och namnsatt småort i Stenungsunds kommun i Bohuslän. Den omfattade bebyggelse i Nolgärde och Johannesberg i Jörlanda socken. Sedan 2015 räknas området som en del av tätorten Jörlanda.